# Иваняне
Иваняне (болг. Иваняне) — село в Болгарии. Находится в Городской области Софии, входит в общину Столична. Население составляет 848 человек.

## Политическая ситуация
В местном кметстве Иваняне, в состав которого входит Иваняне, должность кмета (старосты) исполняет Мария Дечева Павлова (независимый) по результатам выборов.
Кмет (мэр) общины Столична — Бойко Методиев Борисов (Граждане за европейское развитие Болгарии (ГЕРБ)) по результатам выборов.